# Termini (Roms tunnelbana)
Termini är en station på Roms tunnelbanas Linea A och Linea B. Stationen, som invigdes 1955, är uppkallad efter Diocletianus termer, latin Thermae Diocletianae. Stationen är belägen vid Piazza dei Cinquecento i distrikten Esquilino och Castro Pretorio.
Stationen Termini har:
- Bemannade biljettluckor
- Biljettautomater
- WC

## Kollektivtrafik
- Järnvägsstation (Stazione di Roma Termini)
- Spårvagnshållplatser – Termini, Roms spårväg, linje 5 och 14
- Trådbusshållplats – Termini, Roms trådbussnät, linje 90
- Busshållplatser för ATAC och COTRAL
- Taxistation

## Omgivningar
- Santa Maria Maggiore
- Piazza dei Cinquecento
- Piazza dell'Indipendenza